# Parasemia alba-obsoleta
Parasemia alba-obsoleta är en fjärilsart som beskrevs av Tutt 1897. Parasemia alba-obsoleta ingår i släktet Parasemia och familjen björnspinnare. Inga underarter finns listade i Catalogue of Life.